# Otto IV. von Hoya
Otto IV. von Hoya († 14. Oktober 1424 in Bevergern) war als Otto IV. von 1392 bis 1424 Bischof von Münster. Er war außerdem seit 1410 als Otto II. Administrator des Bistums Osnabrück.

## Leben

### Herkunft
Otto war der Sohn von Johann II. von Hoya, ehemals Domherr in Bremen, Münster und Osnabrück. Später heiratete dieser Helena von Sachsen-Lauenburg. Er war Besitzer der Obergrafschaft Hoya und residierte in Nienburg. Zu Ottos Brüdern zählte sein älterer Bruder Erich. Sein jüngerer Bruder Johann war später Bischof in Paderborn und danach in Hildesheim.

### Anfänge der kirchlichen Laufbahn
In seinen frühen Jahren war Otto an der Verwaltung der Grafschaft Hoya beteiligt. Im Jahr 1382 wechselte er in die kirchliche Laufbahn. Über diese ist jedoch kaum etwas bekannt. Im Jahre 1390 wurde er Domherr in Münster und war hier auch Dompropst, nachdem Wilhelm Freseken verzichtet hatte.

### Bischof von Münster
Nach dem Tod von Bischof Heidenreich wurde Otto vom Domkapitel 1392 zum Bischof von Münster gewählt. In religiöser Hinsicht war der Bischof nicht eifrig. Er soll den St.-Paulus-Dom an keinem Festtag besucht haben. Diözesansynoden ließ Otto nur selten einberufen und dann waren sie schlecht besucht. Nur halbherzig wandte sich die Synode von 1393 gegen die Verwahrlosung der Sitten unter den Klerikern. Immerhin untersagte die Synode von 1413 das Konkubinat von Priestern. Die Klöster hat er vielfach belastet. Neue Impulse im monastischen Leben fehlten weitgehend.

### Äußere Politik
Politisch erbte Otto den Konflikt mit Kleve-Mark. Nach einigen Rückschlägen kam es 1392 zum Friedensschluss mit Graf Adolf. Als danach mit dem Frieden unzufriedene Ritter aus Kleve erneut in das Hochstift einfielen, kam es im September des Jahres zum Hammer Landfrieden unter Führung des Kölner Erzbischofs Friedrich, dem sich zahlreiche mächtige geistliche und weltliche Fürsten sowie bedeutende Städte der Region wie Münster und Soest anschlossen. Im Bündnis mit dem Bischof von Osnabrück wurde gegen die Grafen von Tecklenburg Cloppenburg erobert. Bis 1396 teilten sich beide Bischöfe diesen Besitz, ehe der Bischof von Osnabrück seinen Anteil für 1100 Goldgulden an Münster verkaufte. Im Jahr 1406 erwarb Otto IV. durch Kauf die Herrschaft Ahaus. Zwei Jahre später zwang er den Grafen Heinrich von Solms, den Besitz Ottenstein abzugeben.
Im Jahr 1410 wurde er Administrator auch des Bistums Osnabrück. Seit dem Jahr 1412 agierte Otto weniger militärisch.

### Innenpolitik
Im Inneren baute er die Burgen des Landes aus und verstärkte sie. Im Bereich der Städte gab es unter Otto keine gravierenden Veränderungen. Eine Reihe von verpfändeten Besitzungen und Ämtern wurden wiedereingelöst. Otto hielt sich strikt an seine Wahlkapitulation. Alle Verträge wurden mit Zustimmung des Domkapitels abgeschlossen. In seine Zeit fällt die Bestimmung, dass nur noch adlige oder Angehörige ritterlicher Familien in das Kapitel aufgenommen werden durften.